# Koruna (okres Svitavy)
Obec Koruna (německy Mariakron) se nachází v okrese Svitavy v Pardubickém kraji. Žije zde 157 obyvatel.

## Historie
V době vnitřní kolonizace místního kraje kolem poloviny 13. století byl roku 1267 nedaleko dnešní obce byl významným šlechticem v královských službách, místním nadátorem Borešem z Rýzmburka (Borso de Risenburch) založen augustiniánský klášter Coronae sanstae Mariae (Koruna Panny Marie, odtud název obce Koruna) a obdařil ho polnostmi, lesy, mlýnem a vesnicemi v Třebařově, Krasíkově, na Sázavě, částečně také v Tatenicích. 
Historie kláštera je podrobně zaznamenána v pracích Clemense Janteschka, Ludwiga Hofmanna a dalších z minulého a předminulého století. Nejnovější pozoruhodná práce s dosud nepublikovanými poznatky o klášteru vychází v Kronice obce Třebařov od PhDr. Jiřího Šmerala na podzim 2020.
Po husitských válkách kolem roku 1424 byli mniši a pracující klášterníci nuceni místo opustit. Později se na několik let vrátili a vykonávali funkce svatostánku, ale kolem roku 1550 klášter definitivně zanikl. Pozemky a hospodářství kláštera zabrali a zchvátili místní páni. Roku 1771 byl také třebařovský dvůr zrušen a pozemky byly přiděleny novým osadníkům. Část z nich vybudovala osadu asi 1,5 km na východě nad klášterem v náhorní vyvýšenině.
Na návrh zábřežského vrchního úředníka dostala tato osada jméno Koruna podle bývalého blízkého kláštera. Zpočátku byla osada Koruna připojena k Malému Třebařovu, 1797 se osamostatnila a měla vlastního rychtáře. V letech 1849–1867 Koruna opět spadala pod Malý Třebařov. Konečně r. 1867 získala zase samostatnost a toho roku si zdejší občané volili vlastního starostu.
Až do roku 1883 patřily obce Třebařov i Koruna stále k okresu Zábřeh, teprve uvedeného roku byly připojeny k Moravské Třebové.

## Obyvatelstvo
Po druhé světové válce byli původní němečtí obyvatelé vyhnáni a místo nich přišli čeští osadníci.
V současné době je trvale obydleno 54 obytných stavení s trvale přihlášeným počtem 137 osob české národnosti. 7 chalup je užíváno k rekreačním účelům.
Místní občané dojíždějí za prací do obce Třebařov, Moravské Třebové, Lanškrouna, Zábřeha na Moravě a České Třebové. Několik firem pak sídlí přímo v obci.

## Služby
V obci byl vybudován vodovodní systém, telefonní linka, je plně elektrifikována a v roce 2003 byla dokončena plynofikace obce. Do obce dojíždí 5× denně autobus ČSAD. Je zde také prodejna se smíšeným zbožím. V obci je možnost bezdrátového připojení k internetu.

## Kultura
V obci se každý rok koná pálení čarodějnic, stavění Máje, kácení Máje a Dětský den. Při té příležitosti se koná fotbalový zápas mezi obcemi Koruna, Třebařov a Hoštejn, včetně večerní zábavy s občerstvením. V zimě se pořádá mikulášská besídka, kde jsou pro děti za odměnu připraveny soutěže a mikulášská nadílka. Konec roku završí silvestrovská zábava s ohňostrojem, kde se schází obyvatelé obce k přivítání nového roku.

## Galerie

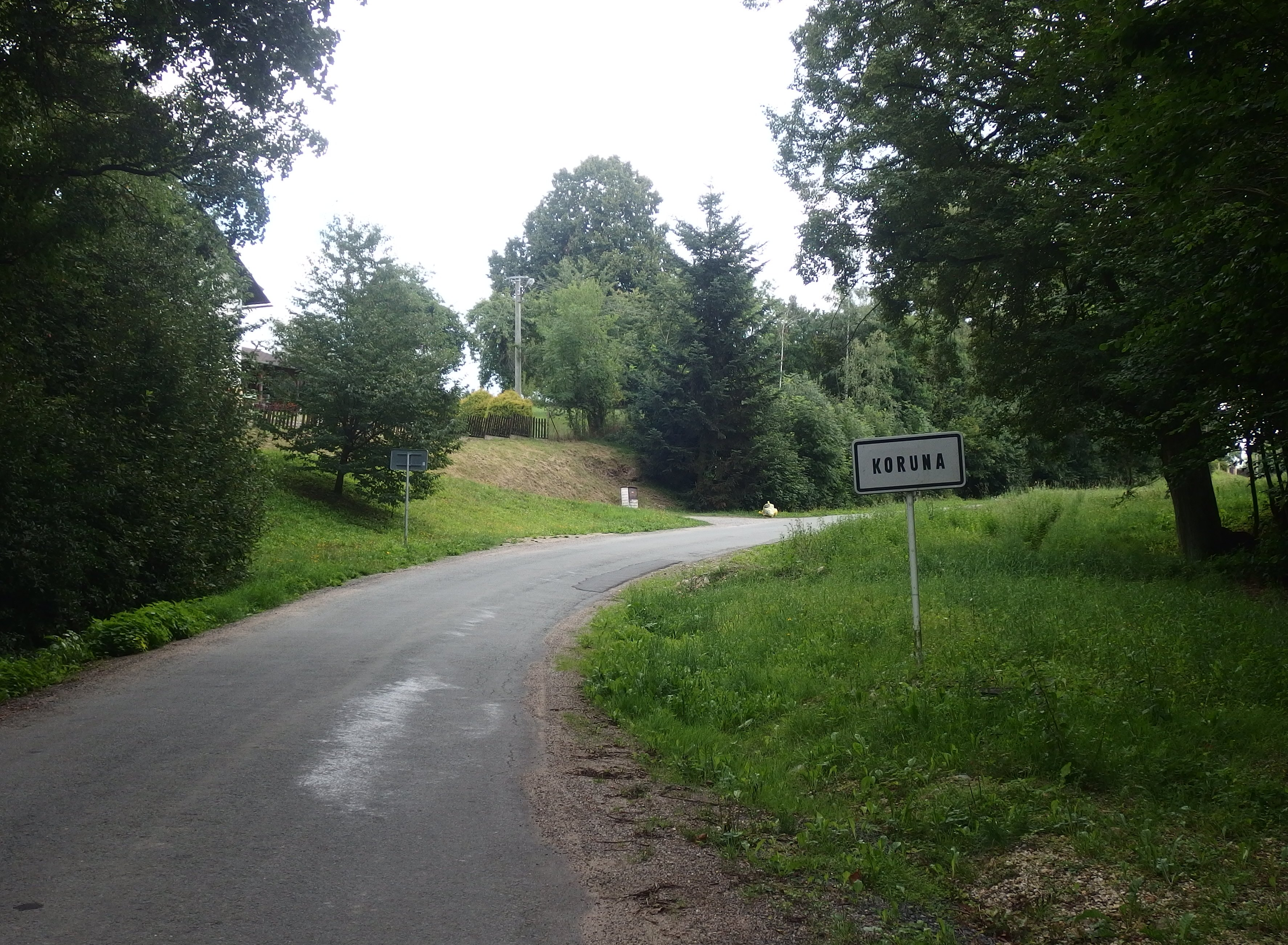
Jediný silniční příjezd do obce od Třebařova
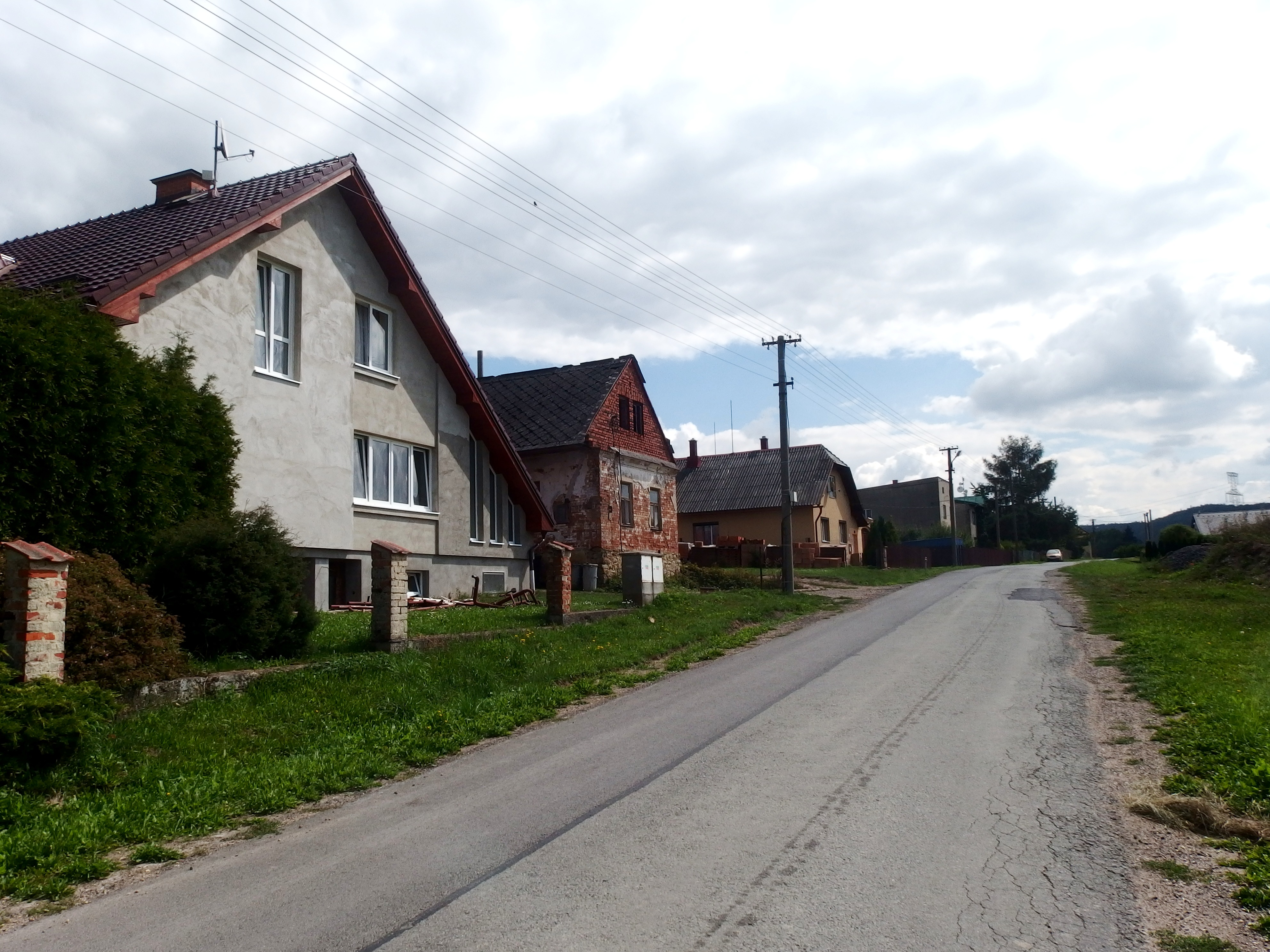
Domy při hlavní ulici
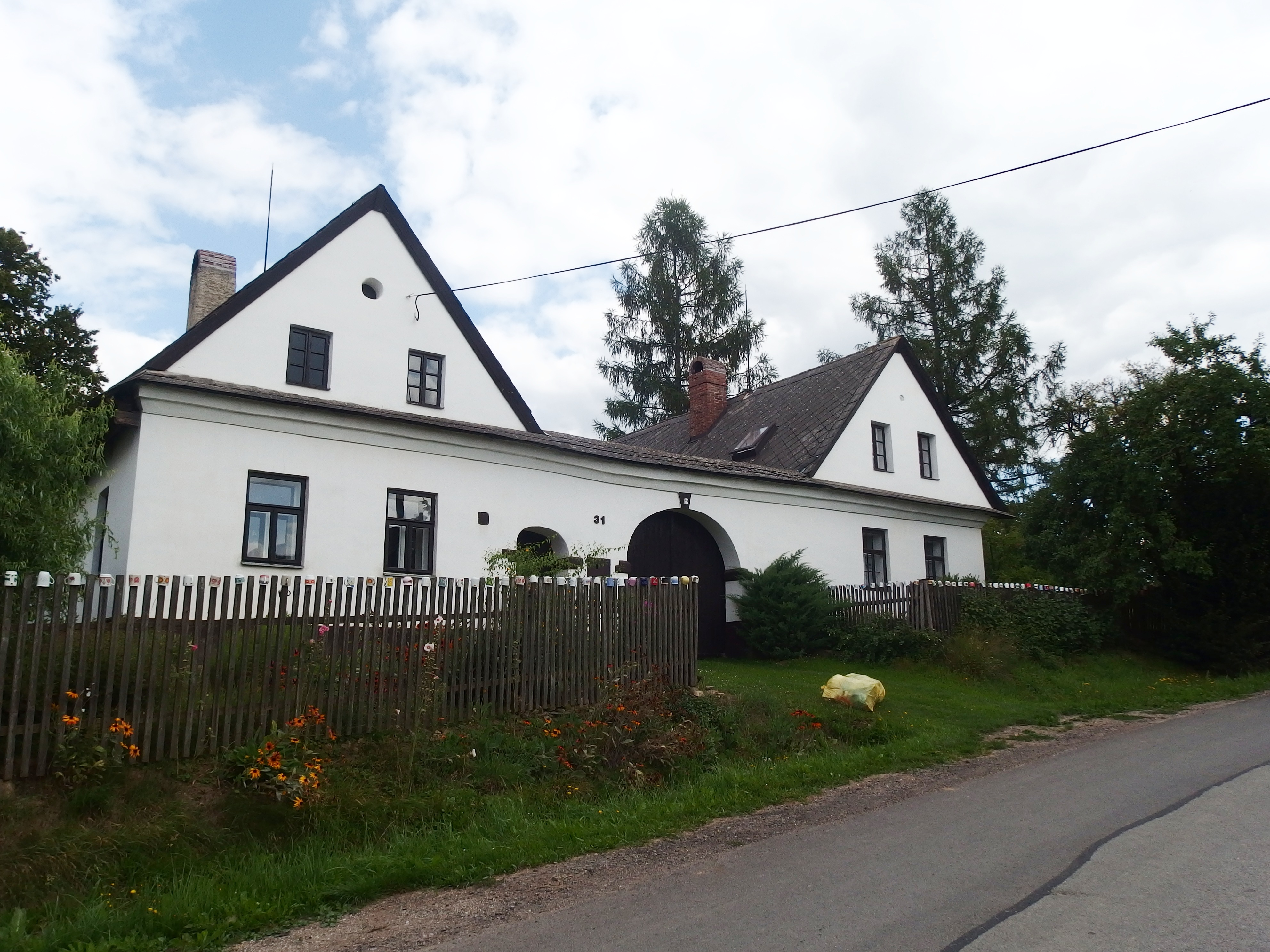
Zachované a udržované typické stavení Hřebečska
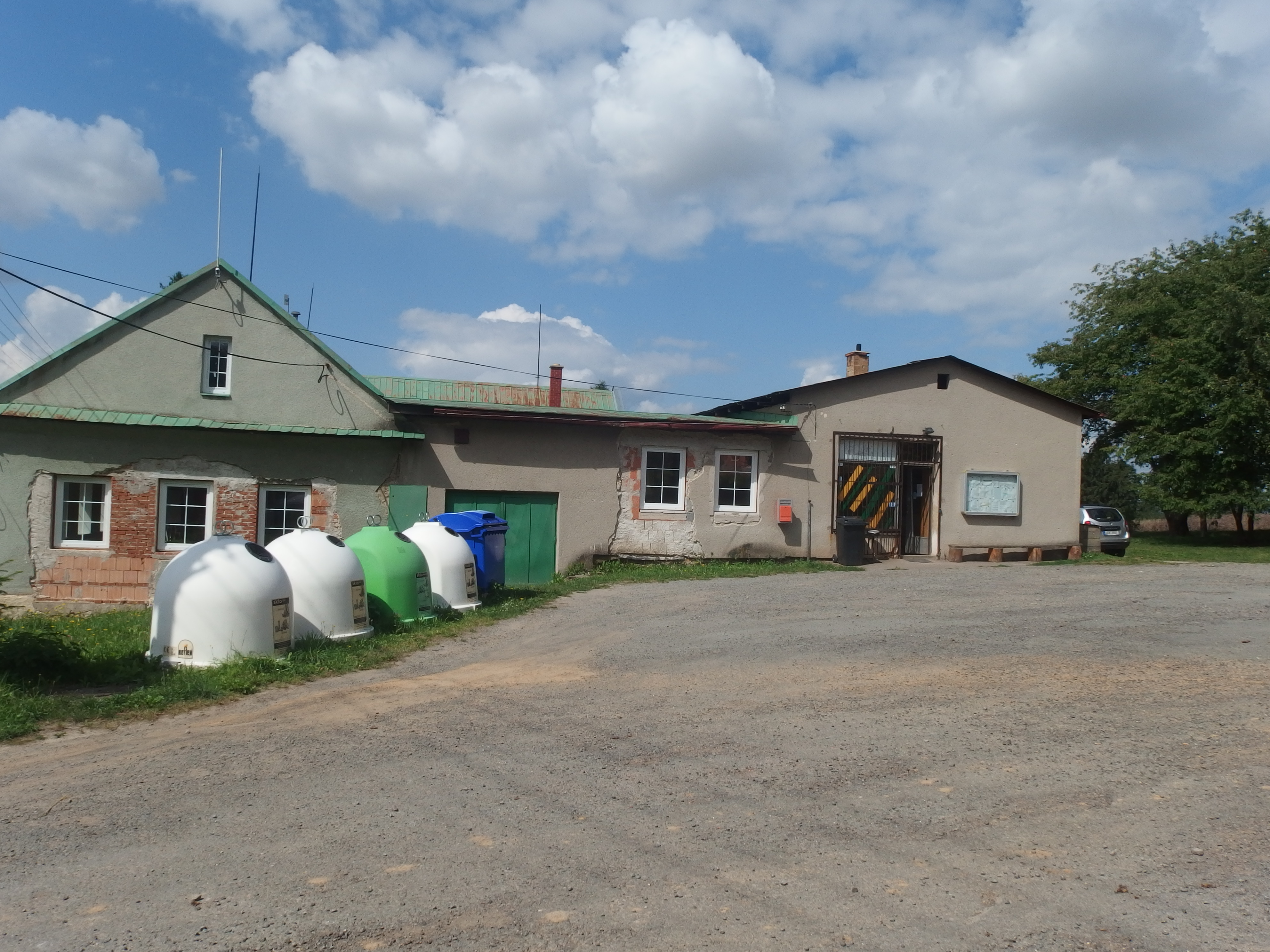
Obecní úřad a prodejna